# Bibelepik
Bibelepik ist eine Gattungsbezeichnung für Dichtungen in Versen, die biblische Stoffe behandeln und überwiegend narrativen Charakter haben (damit ein Teilbereich der Bibeldichtung überhaupt).

## Inhalte
Bibelepen machten Inhalte der Bibel zugänglich, denn bis zum Beginn der Neuzeit waren Bibelübersetzungen in die Volkssprachen wenig verbreitet. Häufig bearbeitete Gegenstände sind aus dem Neuen Testament die Geschichte Jesu, aus dem Alten Testament die historischen Bücher (Genesis u. a.), oft auch einzelne Episoden daraus. Während Bibelepik die prägende literarische Gattung der weströmischen christlichen Antike ist, tritt nichtepische Bibeldichtung wie geistliches Spiel und biblisches Drama erst später, seit dem 11./12. Jahrhundert in Erscheinung. Auch in allegorischer Form tritt die Bibelepik auf, so im hochmittelalterlichen Eupolemius, wo die Heilsgeschichte vom Sündenfall bis zur Auferstehung Christi nacherzählt wird.

## Geschichte
Die hexametrischen lateinischen Bibelepen von Juvencus, Sedulius, Avitus und Arator, entstanden im 4. bis 6. Jahrhundert in Auseinandersetzung mit der klassischen nationalrömischen Epik (Vergil), wurden stilprägend für die literarische Kultur des frühen Mittelalters schlechthin. Auch die Buchdichtung in den germanischen Volkssprachen setzt mit Bibelepik ein: um 830 der altsächsische Heliand (in Stabreimversen), vor 870 das ahd. „Evangelienbuch“ Otfrids von Weißenburg (in Reimpaarversen), die beide das Leben Christi behandeln. Teilweise noch älter ist die angelsächsische Bibelepik in Stabreimversen, so die „Genesis“ (8. Jahrhundert), „Crist“ (8./9. Jahrhundert) und die „Exodus“ (9. Jahrhundert). Die frühmittelhochdeutsche Literatur seit der Mitte des 11. Jahrhunderts wird dominiert von epischen Umsetzungen kanonischer Stoffe aus AT („Altdeutsche Genesis“, „Vorauer Bücher Mosis“, „Judith“) und NT („Leben Johannes des Täufers“, „Leben Jesu“, „Antichrist“ und „Jüngstes Gericht“ der Ava). Zum 13. Jahrhundert hin – währenddessen ist die weltliche Epik mit der geistlichen in Verbreitung und Prestige zumindest gleichgezogen, wiewohl beide sich an dasselbe lateinunkundige adlige Publikum wenden – gewinnen legendarische und apokryphe Sujets, die die Bibelepik in die Nachbarschaft der Legendendichtung rücken, an Gewicht (z. B. Konrads von Fußesbrunnen „Kindheit Jesu“). Die Deutschordensdichtung des 14. Jhs. führt die Tradition in teils groß angelegten Werken fort („Judith“, „Daniel“, „Hiob“, „Makkabäer“, Heinrichs von Hesler „Apokalypse“ sowie das „Evangelium Nikodemi“ desselben). Am Ende des Mittelalters lösen Historienbibeln, später Bibelübersetzungen in Prosa die deutschsprachige epische Bibeldichtung ab.
In der Renaissance blüht die lateinische Bibelepik noch einmal auf (Marcus Hieronymus Vida, „Christias“, 1535). Miltons „Paradise Lost“ (1667; in Blankversen) und Klopstocks „Messias“ (1748–1773; in deutschen Hexametern) entfalteten Wirkung als christliche Nationalepen und gehören zugleich zu den letzten großen Epen in ihren jeweiligen Literaturen.